# Acalolepta lineata
Acalolepta lineata là một loài bọ cánh cứng trong họ Cerambycidae.